# Julian Hellmann
Julian Hellmann (Melle, 20 december 1990) is een Duits wielrenner.

## Carrière
In 2017 behaalde Hellmann zijn eerste UCI-zege: na in de derde etappe van de Ronde van Senegal al tweede te zijn geworden, won hij de vijfde etappe met een voorsprong van twee seconden op Maher Hasnaoui. In 2018 won hij de derde etappe in de Ronde van Rwanda.

## Overwinningen
2017
5e etappe Ronde van Senegal
2018
3e en 5e etappe Ronde van Rwanda

## Ploegen
- 2011 –  Team Heizomat
- 2012 –  Team Eddy Merckx-Indeland
- 2013 –  Team Quantec-Indeland
- 2016 –  Massi-Kuwait Cycling Project (vanaf 15-10)